# Via Savonarola
Via Savonarola, a Ferrara, è un'antica via medievale che inizia dall'incroco tra via Terranuova e via Voltapaletto, e termina all'incrocio tra via Madama, via Cisterna del Follo e via Ugo Bassi.

## Storia

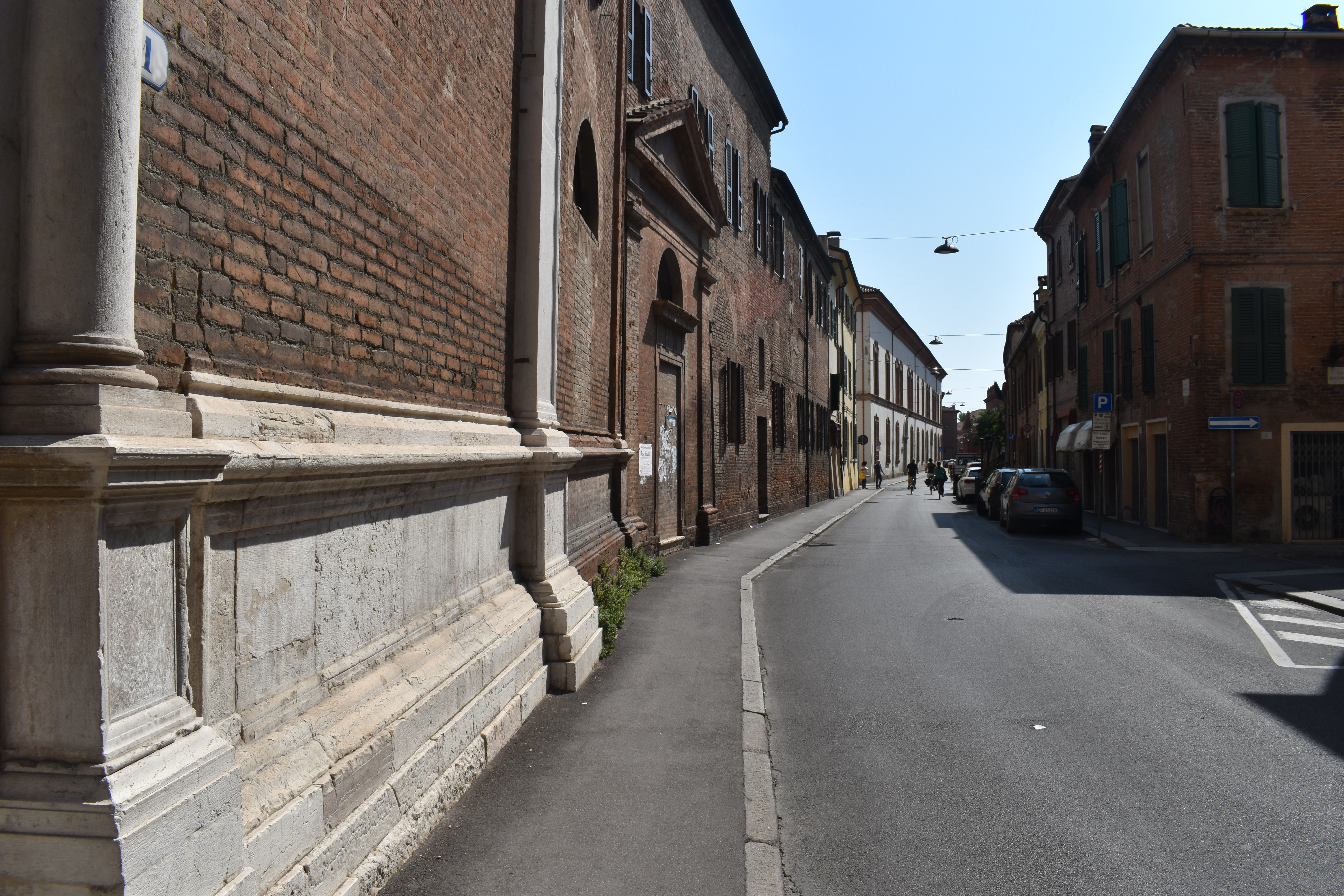
San Francesco, dettaglio facciata laterale in via Savonarola

Già attorno al XI secolo, ai tempi di una delle prime addizioni cittadine, le difese murarie di Ferrara comprendevano, verso est, l'area di Borgo Vado mentre, nelle zone più centrali a partire dalla nuova cattedrale, la città andava assumendo una struttura sempre più organizzata, con vie e palazzi di importanza e prestigio crescenti. Era nato così l'asse viario che, partendo da via Guglielmo degli Adelardi, sarebbe in seguito arrivato sino alle mura, alla strada che poi venne chiamata via Cisterna del Follo.
Anticamente il tratto che porta il nome di via Savonarola apparteneva a via Voltapaletto.

### Origini del nome

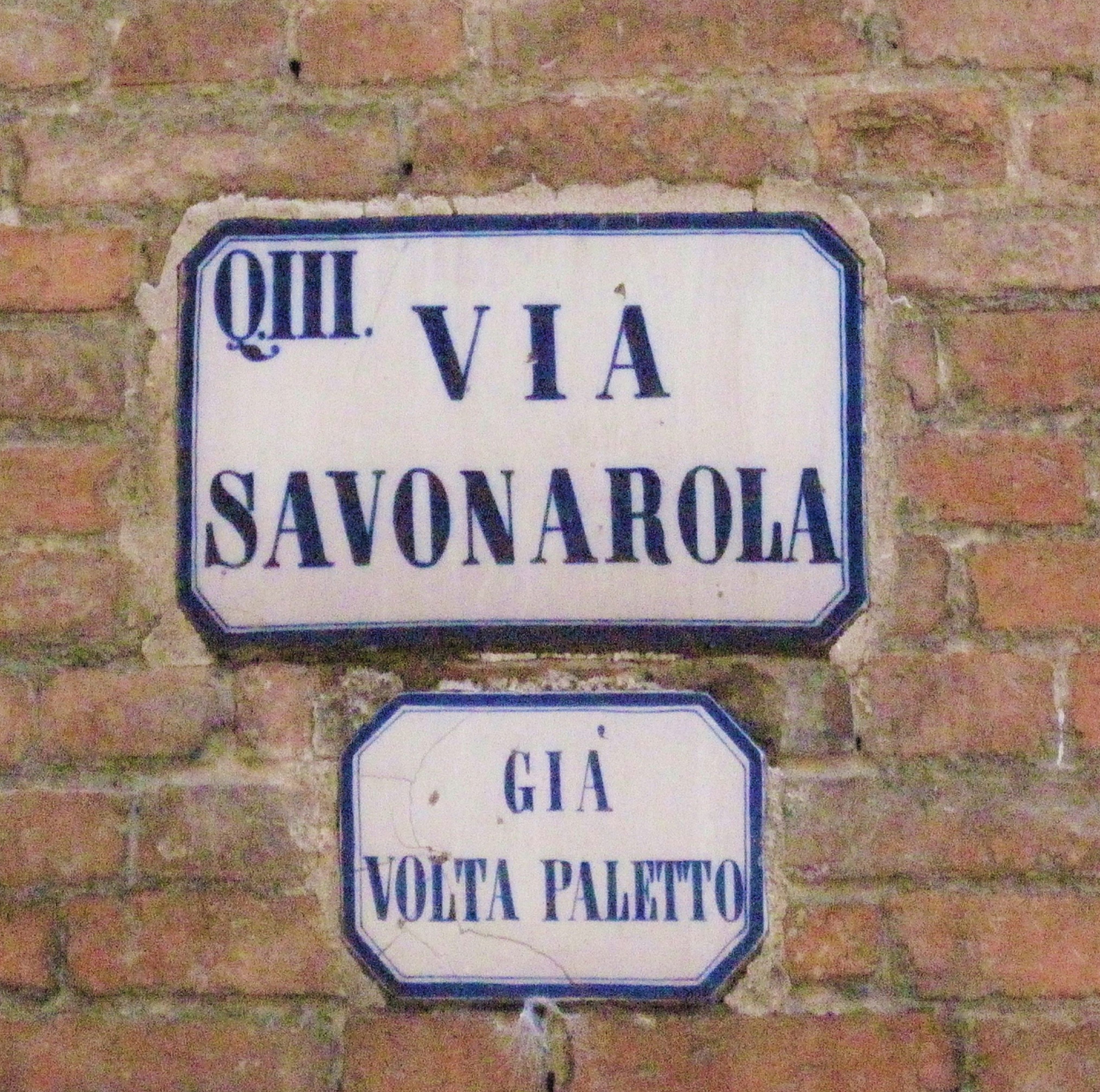
Targhe coi nome della via.

In passato era chiamata via Voltapaletto ed iniziava da via Bersaglieri del Po e, prima ancora, strada di Belvedere perché, vi esistevano, ai tempi degli estensi, grandi giardini dove poi vennero costruiti casa Romei e palazzo Pareschi (successivamente conosciuto come palazzo di Renata di Francia), ad est rispetto alla chiesa di San Francesco. 
Solo tempo dopo col termine Belvedere si intese la nota delizia estense di Belvedere, distrutta all'inizio del XVII secolo dopo la devoluzione di Ferrara allo Stato Pontificio per consentire la costruzione della Fortezza di Ferrara.
La decisione di dedicare la via a Girolamo Savonarola venne presa in una delibera del consiglio comunale di Ferrara il 7 febbraio 1870, considerando che in questa strada, al civico numero 19, era nato, il 21 settembre 1452, il famoso frate ferrarese.

### Piccole deviazioni da via Savonarola

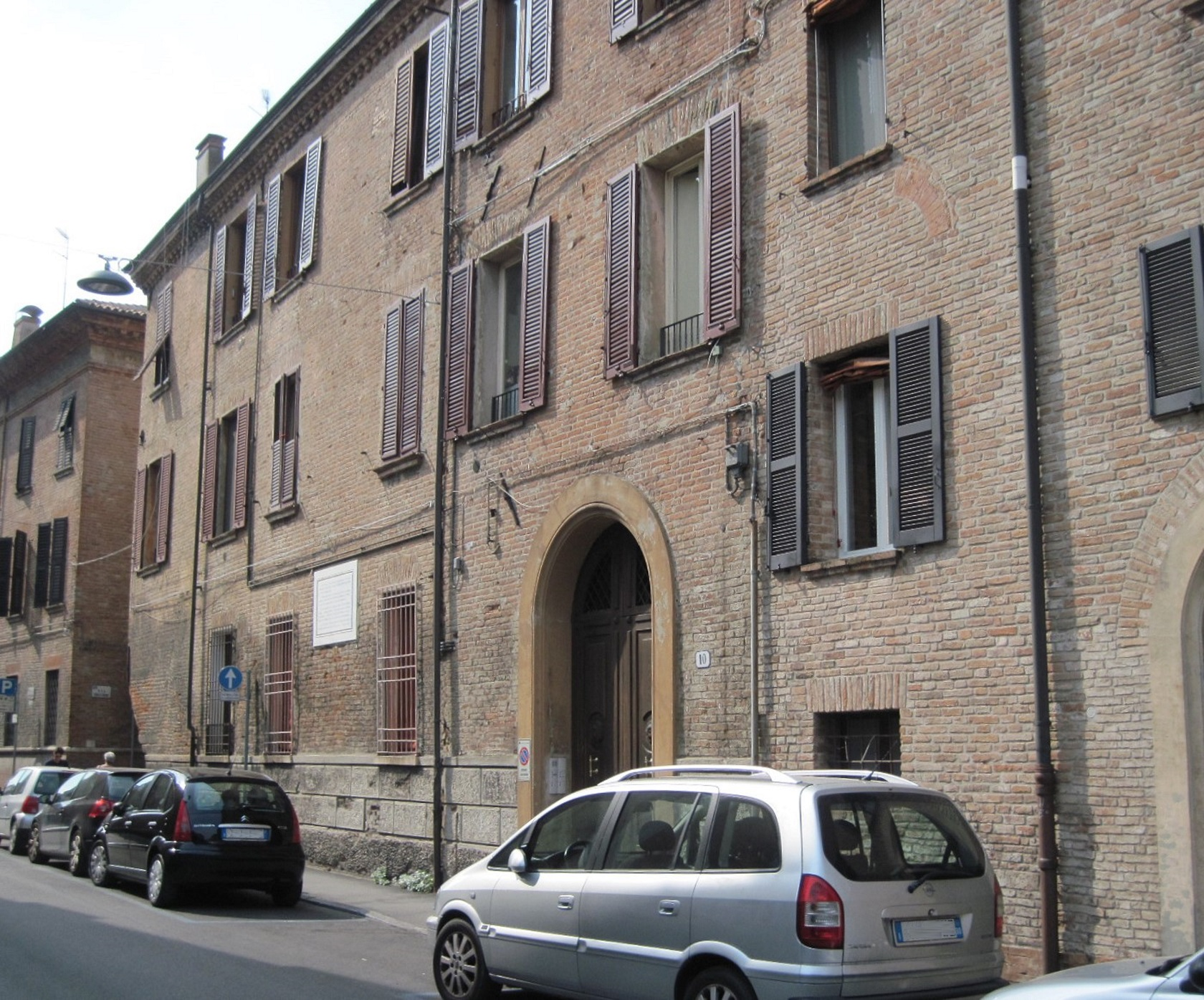
Casa Lippa Ariosti dove nacque, nel 1842 Giovanni Boldini.

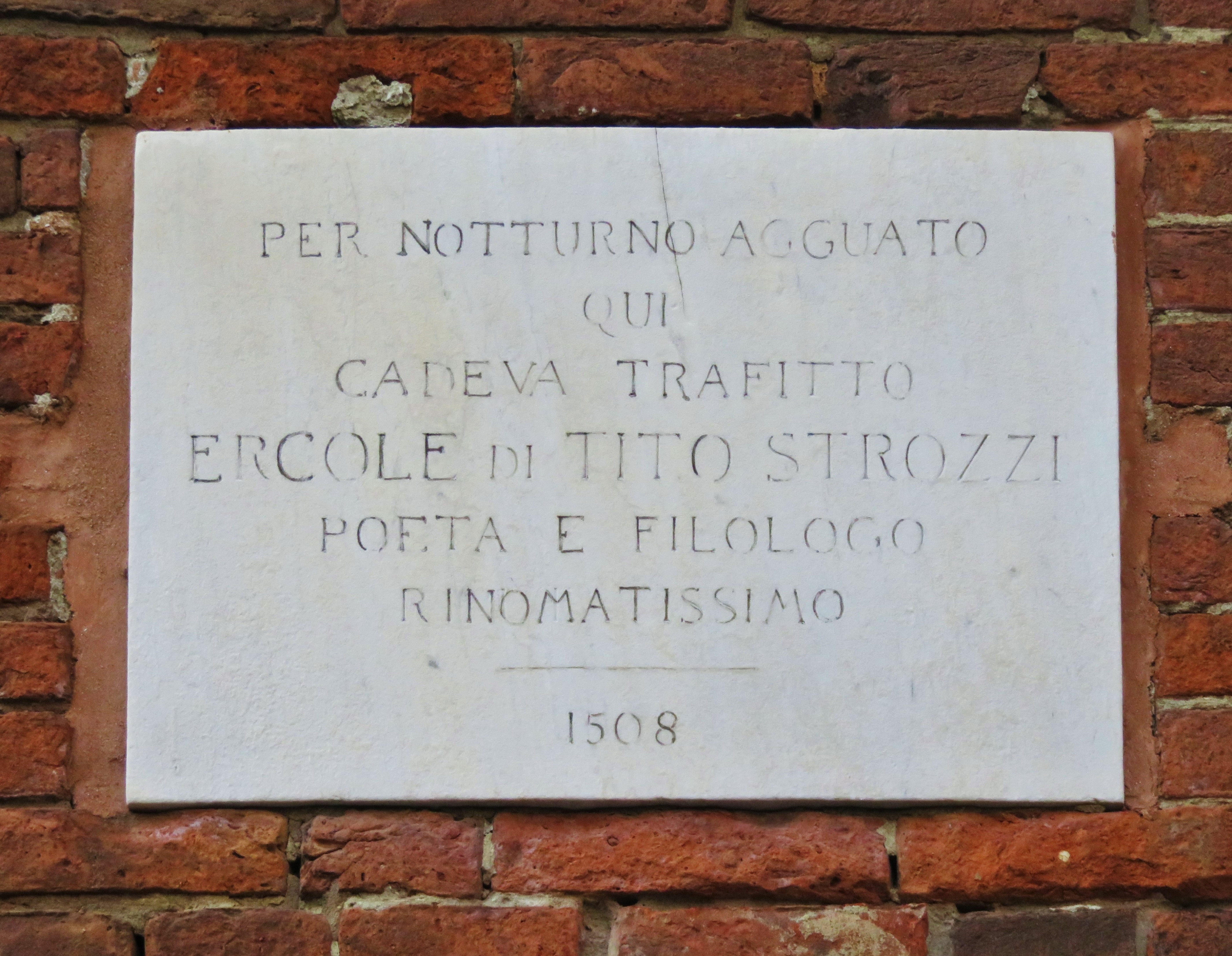
Epigrafe marmorea che ricorda il luogo dell'uccisione di Ercole Strozzi

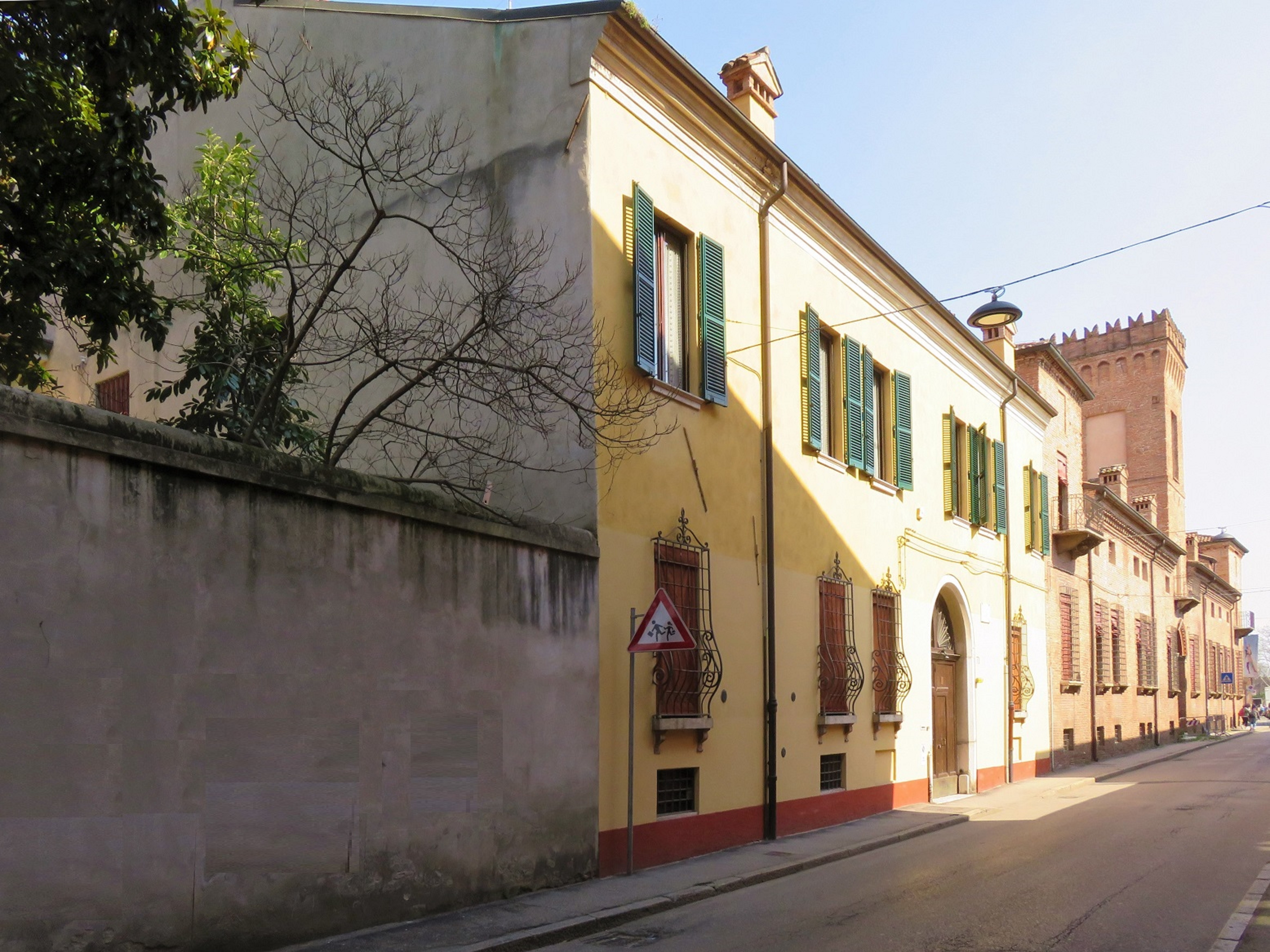
Casa di Giorgio Bassani, con la sua magnolia, e, poco più avanti, palazzo Bonacossi

Camminando lungo la via venendo dal centro cittadino la prima deviazione interessante che si incontra è quella che riguarda via delle Vecchie, subito dopo Casa Lippa Ariosti (casa natale di Giovanni Boldini) riconoscibile per le caratteristiche baldresche.
Proseguendo si incontra via della Paglia, altra via medievale, sulla quale, al civico 21, si trova il palazzo Rondinelli (poi Bendidio o Bendedei) e all’incrocio con via Borgo di Sotto il retro del palazzo che fu della famiglia Adelardi.
L'incrocio successivo è interessante perché, da un lato, quello con via Coramari, costeggia l'area occupata dal complesso del palazzo Pareschi (chiamato anche palazzo Estense e poi conosciuto come palazzo di Renata di Francia) ed arriva ad un ingresso secondario del parco Pareschi, antico giardino del palazzo mentre sull'altro lato, quello su via Praisolo, all'angolo dell'edificio di casa Romei, si può vedere l'epigrafe che ricorda l'uccisione, in quel luogo, di Ercole Strozzi, nel 1508.
Andando avanti si incontra l'incrocio con via Pergolato. Superato il tratto che costeggia da un lato il sagrato della chiesa di San Girolamo e dall'altro l'Istituto professionale Luigi Einaudi si arriva all'ingresso del monastero del Corpus Domini e, poco più avanti, all'incrocio con via Campofranco. Da quest'ultima via è possibile, attraverso il portale della chiesa, entrare sia nell'edificio sacro sia nella sala del coro, dove sono conservati i resti mortali di molti rappresentanti della casata estense.
Al termine orientale di via Savonarola si arriva in Cisterna del Follo, e qui, a breve distanza, si trova la casa che fu di Giorgio Bassani (si può ancora ammirare dalla strada la famosa magnolia dello scrittore) e, poco più avanti, palazzo Bonacossi.

## Luoghi di interesse
- Basilica di San Francesco, posta all'angolo tra via Terranuova e via Savonarola, è una delle chiese di Ferrara più importanti. Al suo interno si trova il Mausoleo del marchese Ghiron Francesco Villa.
- Casa Romei, importante palazzo patrizio costruito attorno alla metà del XV secolo e posto di fronte al palazzo di Renata di Francia, ospita il museo di Casa Romei.
- Palazzo di Renata di Francia
- Chiesa di San Girolamo
- Casa natale di Girolamo Savonarola
- Palazzo Tassoni Mirogli, sede universitaria.
- Palazzo dei conti Giglioli.